# معيار (فلسفة)

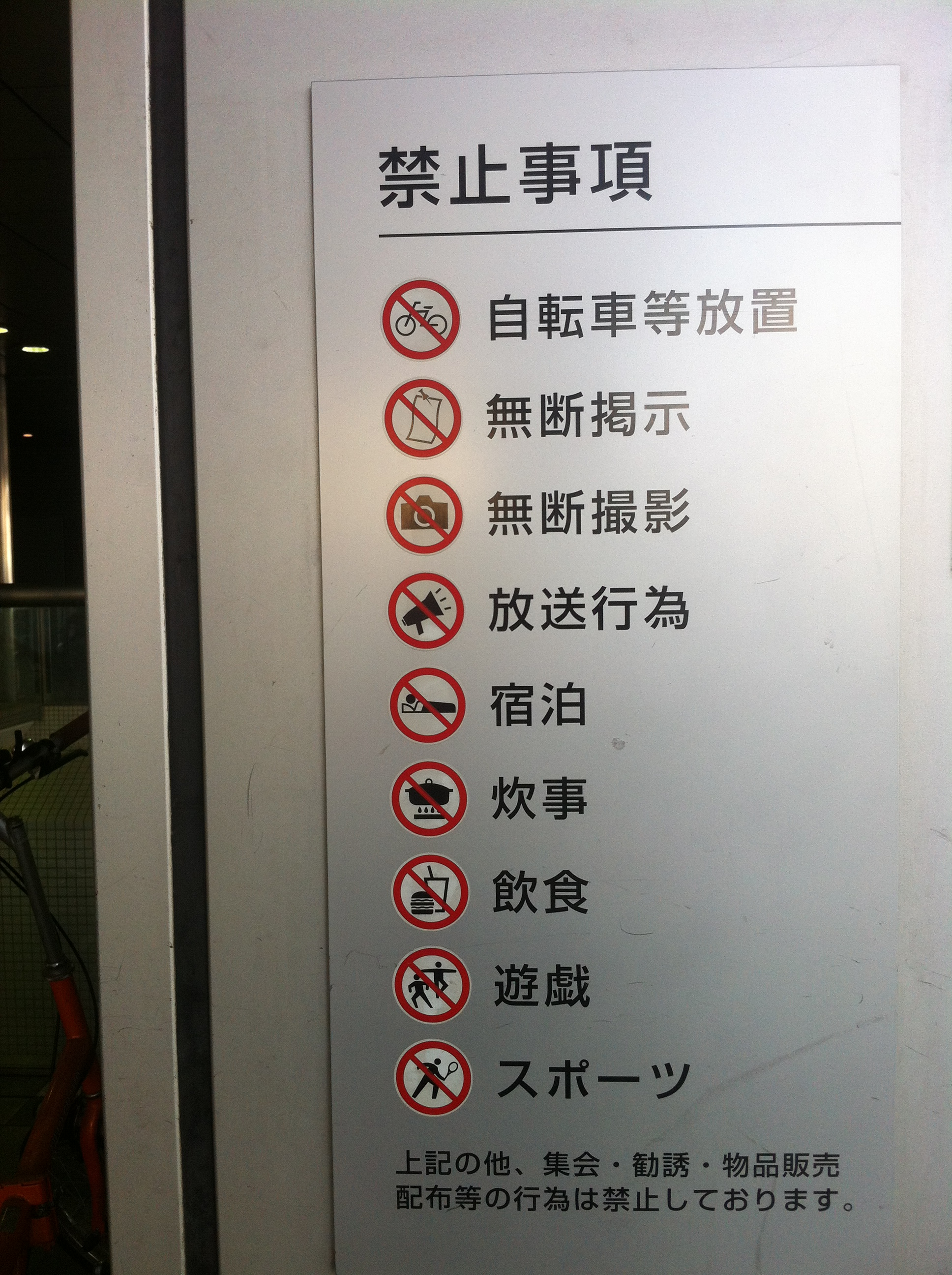

المعايير (بالإنجليزية: Norms)‏ هي مفاهيم (جمل) الاستيراد العملية، الموجهة نحو التأثير على حركه ما، بدلاً من التجريد المفاهيمي الذي يصف، يشرح، ويعبر. الجمل المعيارية تعني أنواع «تأكيد» من «الأقوال» والتأكيدات، بما يتماشى مع الجمل التي توفر «أنواع» من العبارات والتأكيدات. الجمل المعيارية الشائعة تشمل الأوامر والأذونات والممنوعات. وتشمل المفاهيم التجريدية المعيارية المشتركة مثل: الإخلاص والتبرير والصدق. ويصفها الحسابات المشهوره للمعاير بأنها أسباب لاتخاذ الإجراءات، والإيمان، والشعور.

## أنواع المعايير
الأوامر والأذونات تعبر عن المعايير. مثل هذه الجمل المعيارية لا تصف كيف يكون العالم، بل تصف كيف ينبغي أن يكون العالم. الجمل الإلزامية هي الطريقة الأكثر وضوحًا للتعبير عن المعايير، لكن الجمل التوضيحية قد تكون أيضًا قواعد، كما هو الحال مع القوانين أو «المبادئ». بشكل عام، اما إذا كان التعبير هو المعيار يعتمد على ما تعتزم الجملة تأكيده. على سبيل المثال، يمكن اعتبار هده الجملة «جميع الغربان سوداء»، على نمط واحد، وصفية، وفي هذه الحالة يتعارض ذلك مع غراب أبيض، أو بدلاً من ذلك، يمكن تفسير «جميع الغربان سوداء» على أنها قاعدة، وفي هذه الحالة، يتم اعتباره قاعده ومعيار، لذا «أي غراب أبيض» لن يكون غرابًا.
وتسمى هذه القواعد المزعومة لإنشاء التزامات (أو واجبات) وأذونات بمعايير الأخلاق الواجبة (انظر أيضًا منطق deontic). مفهوم القاعدة الشجرية هو بالفعل امتداد لمفهوم القاعدة السابق، والذي لن يشمل سوى الضرورات، أي القواعد التي تدعي أنها تخلق واجبات كان فهم أن الأذونات قواعد بنفس الطريقة خطوة مهمة في أخلاقيات وفلسفة القانون.
بالإضافة إلى قواعد deontic، تم تحديد العديد من الأصناف الأخرى. على سبيل المثال، تؤسس بعض الدساتير النشيد الوطني. هذه المعايير لا تنشئ مباشرة أي واجب أو إذن. لكنها تخلق " رمز وطني ". والقواعد الأخرى تخلق الأمم نفسها أو المناطق السياسية والإدارية داخل الأمة. يكون التوجه العملي لمثل هذه القواعد أقل وضوحًا من حالة الأمر أو الإذن، ولكنه ضروري لفهم أهمية إصدار مثل هذه القواعد: عندما تصبح الأغنية الشعبية "نشيدًا وطنيًا"، معنى الغناء هو نفس الأغنية التغيرات. وبالمثل، عندما تصبح قطعة أرض منطقة إدارية، فإن لذلك عواقب قانونية على العديد من الأنشطة التي تجري على تلك المنطقة؛ وبدون هذه العواقب المتعلقة بالعمل، فإن القواعد ستكون غير ذات صلة. مجموعة متنوعة أكثر وضوحا المنحى من هذه القواعد التأسيسية (على عكس القواعد المخادعة أو التنظيمية) تنشئ مؤسسات اجتماعية تؤدي إلى أنواع جديدة من الأنشطة أو الأنشطة التي لم تكن موجودة من قبل (مثال على ذلك، مؤسسة الزواج والتي بدونها "الزواج" "لن يكون عملاً مجديًا؛ والآخر هو القواعد التي تشكل لعبة: بدون قواعد كرة القدم، لن يكون هناك مثل هذا الإجراء مثل تنفيذ ركلة حرة غير مباشرة).
يمكن لأي اتفاقية إنشاء قاعدة، على الرغم من أن العلاقة بين الاثنين ليست مستقرّة
هناك نقاش مهم حول المعايير (القانونية) التي تمنح شخصًا ما القدرة على إنشاء قواعد أخرى. يطلق عليهم قواعد منح السلطة أو قواعد الكفاءة. يزعم بعض المؤلفين أنهم ما زالوا قواعد مخادعة، بينما يجادل آخرون عن وجود صلة وثيقة بينها وبين الحقائق المؤسسية (انظر Raz 1975، Ruiter 1993).
تعد المصطلحات اللغوية، على سبيل المثال، الاتفاقية باللغة الإنجليزية التي تشير إلى أن «القط» تعني القط أو الاتفاقية باللغة البرتغالية التي تعني "gato" القط، هي من بين أهم المعايير.
الألعاب تعتمد اعتمادا كليا على المعايير. القاعدة الأساسية للعديد من الألعاب هي القاعدة التي تحدد من يفوز ويخسر.و في الألعاب الأخرى، هو المعيار الذي يحدد كيفية تسجيل النقاط.

## المميزات الرئيسية
إن إحدى الخصائص الرئيسية للمعايير هي أنها، على عكس المقترحات، ليست صحيحة أو خاطئة بشكل وصفي، لأن المعايير لا تهدف لوصف أي شيء، ولكن لوصف أو إنشاء أو تغيير شيء ما. بعض الناس يقولون فهي «صحيحة بشكل صحيح» أو خاطئة. في حين أن حقيقة البيان الوصفي تقوم على أساس مراسلاتها مع الواقع، يؤكد بعض الفلاسفة، بدءًا من أرسطو، أن الحقيقة (الإلزامية) للبيان الوصفي تستند إلى مراسلتها مع الرغبة الصحيحة. يرى الفلاسفة الآخرون أن المعايير ليست صحيحة أو خاطئة في نهاية المطاف، ولكنها ناجحة أو غير ناجحة فقط (صالحة أو غير صالحة)، حيث أن محتوىها المقترح يحصل أو لا (انظر أيضًا قانون جون سيرل والكلام).
هناك فرق مهم بين القواعد والمقترحات المعيارية، على الرغم من أنها غالبًا ما يتم التعبير عنها بجمل متطابقة. «قد تخرج». عادةً ما تعبر عن قاعدة إذا نطق بها المعلم لأحد الطلاب، لكنها عادةً ما تعبر عن اقتراح معياري إذا تم نطقه لأحد الطلاب بواسطة أحد زملائه في الفصل. بعض النظريات الأخلاقية ترفض أنه يمكن أن يكون هناك افتراضات معيارية، ولكن يتم قبولها من قبل الإدراك المعرفي. يمكن للمرء أن يفكر أيضا في المعايير المقترحة؛ التأكيدات والأسئلة تعبر عن قواعد الاقتراح (يمكن تحديد الافتراض كما تم التأكيد عليه أو التشكيك فيه).
هناك ميزة أخرى مزعومة للمعايير، كما يقال في كثير من الأحيان، وهي أنهم لا ينظرون أبدًا إلى الخصائص أو الكيانات الطبيعية فقط. تأتي المعايير دائمًا بشيء مصطنع أو تقليدي أو مؤسسي أو «غير دنيوي». قد يكون هذا مرتبطًا بتأكيد هيوم بأنه لا يمكن استخلاصه منه، ولإدعاء GE Moore أن هناك مغالطة طبيعية عندما يحاول المرء تحليل «جيد» و «سيء» من حيث مفهوم طبيعي. في الجماليات، قيل أيضًا أنه من المستحيل استنباط مسند جمالي من غير جمالي. ومع ذلك، فإن قابلية الممتلكات غير الطبيعية تناقش بقوة في فلسفة اليوم. بعض الكتاب تنكر لها وجود، وبعضهم الآخر في محاولة لل تقليل منها إلى تلك الطبيعية، والتي في السابق ولى.
يؤكد مفكرون آخرون (أدلر، 1986) أن المعايير يمكن أن تكون طبيعية بمعنى مختلف عن «المطابقة لشيء ينطلق من موضوع الوصفة كمصدر داخلي للعمل». بدلا من ذلك، يقول أولئك الذين يؤكدون وجود وصفات طبيعية أن المعايير يمكن أن تلبي حاجة طبيعية من جانب الكيان المحدد. ومع ذلك، فإن الأمر الأكثر أهمية هو طرح الفكرة القائلة بأن العبارات الوصفية التي تُعتبر صحيحة، مشروطة ببعض الحقائق الوصفية الواضحة التي تناسب طبيعة الواقع (مثل: من المستحيل أن يكون الشيء نفسه ولا تكون في نفس الوقت وبالطريقة نفسها)، يمكن للحقيقة الإلزامية أن تتناسب مع طبيعة الإرادة من خلال سلطتها القائمة على حقائق وصفية بديهية (مثل: يجب على المرء أن يرغب في ما هو جيد حقًا لأحد ولا شيء غير ذلك).
تؤكد الأعمال الحديثة أن للمعايير دور هام في العديد من الموضوعات الفلسفية المختلفة، ليس فقط في أخلاقيات وفلسفة القانون (انظر Dancy، 2000).

## وصلات خارجية
- مورتيمر أدلر (1985), Ten Philosophical Mistakes, MacMillan, New York.
- Aglo, John (1998), Norme et symbole: les fondements philosophiques de l'obligation, L'Harmattan, Paris.
- Aglo, John (2001), Les fondements philosophiques de la morale dans une société à tradition orale, L'Harmattan, Paris.
- Alexy, Robert (1985), Theorie der Grundrechte, Suhrkamp, Frankfurt a. M.. Translation: A Theory of Constitutional Rights, Oxford University Press, Oxford: 2002.
- Bicchieri, Cristina (2006), The Grammar of Society: the Nature and Dynamics of Social Norms, Cambridge University Press, Cambridge.
- جوناثان دانسي (ed) (2000), Normativity, Blackwell, Oxford.
- Garzón Valdés, Ernesto et al. (eds) (1997), Normative Systems in Legal and Moral Theory: Festschrift for Carlos E. Alchourrón and Eugenio Bulygin, Duncker & Humblot, Berlin.
- كريستين كورسغارد (2000), The Sources of Normativity, Cambridge University, Cambridge.
- Raz, Joseph (1975, 1990), Practical Reason and Norms, Oxford University Press, Oxford; 2nd edn 1990.
- Rosen, Bernard (1999), The Centrality of Normative Ethical Theory, Peter Lang, New York.
- Ruiter, Dick (1993), Institutional Legal Facts: Legal Powers and their Effects, Kluwer, Dordrecht.
- Turri, John (2016), Knowledge and the Norm of Assertion: An Essay in Philosophical Science, Open Book Publishers, Cambridge.
- يوري هنريك فون فريكت (1963), Norm and Action: a Logical Enquiry, Routledge & Kegan Paul, London.